# سوسنوویتسا (استان لوبلین)
سوسنوویتسا (به لهستانی:  Sosnowica) یک روستا در لهستان است که در گمینا سوسنوویتسا واقع شده‌است. سوسنوویتسا ۶۷۸ نفر جمعیت دارد.